# Liste der Bodendenkmäler in Tönisvorst
Die Liste der Bodendenkmäler in Tönisvorst enthält die denkmalgeschützten unterirdischen baulichen Anlagen, Reste oberirdischer baulicher Anlagen, Zeugnisse tierischen und pflanzlichen Lebens und paläontologischen Reste auf dem Gebiet der Stadt Tönisvorst im Kreis Viersen in Nordrhein-Westfalen (Stand: November 2020). Diese Bodendenkmäler sind in Teil B der Denkmalliste der Stadt Tönisvorst eingetragen; Grundlage für die Aufnahme ist das Denkmalschutzgesetz Nordrhein-Westfalen (DSchG NRW).

## Liste der Bodendenkmäler
| Bild                                              | Bezeichnung                                             | Lage | Beschreibung | Bauzeit                                                                            | Eingetragen seit | Denkmal- nummer |
| ------------------------------------------------- | ------------------------------------------------------- | --- | --- | ---------------------------------------------------------------------------------- | ---------------- | --------------- |
| weitere Bilder                                    | Wall als Teil der ehemaligen Stadtbefestigung St. Tönis | St. Tönis St. Tönis, 47918 Tönisvorst (Gemarkung St. Tönis, Flur 15)                                                         | Verlauf der frühneuzeitlichen Stadtbefestigung St. Tönis |                                                                                    | 06.02.1984       | VIE 120         |
| weitere Bilder                                    | Grabenanlage Haus Donk                                  | Vorst Haus Donk 1, 47918 Tönisvorst (Gemarkung Vorst, Flur 33, Flurstücke 183, 184, 180) Karte                               | Eine weitgehend erhaltene Grabenanlage, die zu dem Bau- und Bodendenkmal "Haus Donk" gehört. | 1259                                                                               | 02.08.1984       | VIE 070         |
| weitere Bilder                                    | Grabenanlage Haus Brempt                                | Vorst Brempter Weg 20, 47918 Tönisvorst (Gemarkung Vorst, Flur 17 Flurstücke 130, 131, 146) Karte                            | Haus Brempt steht auf einer künstlich angelegten Anhöhe (Motte), die von einem breiten inneren Wassergraben - einer ehemaligen Mulde des Schleckbaches - umgeben war.                                                | um das Jahr 900 erstmals erwähnt                                                   | 21.09.1984       | VIE 072         |
| weitere Bilder                                    | Grabenanlage Groß Lind                                  | Vorst Kehner Weg 142 148, 47918 Tönisvorst (Gemarkung Vorst, Flur 17, Flurstücke 240, 265, 273, 302, 304, 308 etc.) Karte    | Grabenanlage Groß Lind |                                                                                    | 05.07.1984       | VIE 042         |
| weitere Bilder                                    | Grabenanlage Haus Raedt                                 | Vorst Haus Raedt 1, 47918 Tönisvorst (Gemarkung Vorst, Flur 12 Flurstücke 588, 587) Karte                                    | Grabenanlage Haus Raedt |                                                                                    | 28.07.1983       | VIE 077         |
| weitere Bilder                                    | Grabenanlage Haus Neersdonk                             | Vorst Haus Neersdonk, 1, 47918 Tönisvorst Karte                                                                              | Grabenanlage Haus Neersdonk | Das Haus Neersdonk ist seit dem 14. Jahrhundert verbürgt.                          | 13.06.1985       | VIE 075         |
| Grabenanlage Dückershof / Grabenanlage Breymeshof | Grabenanlage Dückershof / Grabenanlage Breymeshof       | Vorst Dückershof 1, 47918 Tönisvorst Karte                                                                                   | Grabenanlage Dückershof - seine weitgehend erhaltene Grabenanlage umschließt einen Innenraum von 65 m Länge und 50 m Breite.                                                                                         | vor 1802 (in der Tranchotkarte 1802 schon enthalten)                               | 31.07.1985       | VIE 076         |
| Hofwüstung Jacobshof                              | Hofwüstung Jacobshof                                    | Vorst Butzenstraße, 47918 Tönisvorst (Gemarkung Vorst, Flur 6, Flurstücke teilweise 298, 190, 323, 189, 329, 311 etc.) Karte | Archäologische Hinterlassenschaft der historischen Hofanlage Jacobshof, die im Zusammenhang mit der Errichtung, Nutzung und Veränderung sowie dem Rückbau und Verfall des Hofes entstand bzw. in den Boden gelangte. | vor 1659 (Karte „Delineatio des Ampts Kempen — Anno Domini 1659“ von Thonis Bergh) | 05.09.2012       | VIE 156         |
| weitere Bilder                                    | Grabenanlage Gelleshof                                  | Kehn Kehn 67, 47918 Tönisvorst (Gemarkung Vorst, Flur 21, Flurstücke 275, 134, 273, 274) Karte                               | Grabenanlage Gelleshof |                                                                                    | 09.04.1985       | VIE 071         |
| weitere Bilder                                    | Grabenanlage Routenburg                                 | Vorst Stiegerheide 5, 47918 Tönisvorst Karte                                                                                 | Grabenanlage Routenburg |                                                                                    | 15.04.1985       | VIE 074         |